# عرب الملك
عرب الملك، هي قرية ساحلية في شمال غرب سوريا، تتبع إدارياً لمنطقة جبلة في محافظة اللاذقية، وتقع جنوب اللاذقية. تشمل المناطق القريبة لجبلة من الشمال، وعين الشرقية من الشمال الشرقي، وقرفيش ودوير بعبدا من الشرق، وبانياس من الجنوب. بحسب المكتب المركزي للإحصاء السوري، بلغ عدد سكان عرب الملك 3580 نسمة في تعداد عام 2004. السكان مختلطون، حيث يقيم المسلمون السنة من أصول بدوية بشكل عام في الجزء الشمالي من القرية، والعلويون يعيشون في الجزء الجنوبي الذي يعرف ببلدة الملك.

## جغرافيا
تقع قبالة ساحل البحر الأبيض المتوسط، على الضفة اليمنى لنهر السين حيث يصب في البحر. تحتل شبه جزيرة صغيرة. ويعرف الجزء الجنوبي من القرية على الضفة اليسرى ببلدة الملك. وإلى الشمال الغربي مباشرة من القرية يوجد جدول صغير يبلغ طوله حوالي 110 أمتار وعرضه 60 متراً.

## التاريخ

### العصر الهلنستي والعصور القديمة
عرب الملك هو موقع مستوطنة بالتوس الفينيقية القديمة. يُعتقد أن المدينة القديمة كانت موجودة بين القرنين السادس والخامس قبل الميلاد، كما يتضح من ذكرها في ديثيرامبس للكاتب اليوناني سيمونيدس من كيوس. ادعى سيمونيدس أن ممنون دُفن بالقرب من بالتوس. لقد أصبحت تحت السيطرة السلوقية بحلول القرن الأول قبل الميلاد. ازدهرت المدينة في هذا العصر المعروف بالفترة الهلنستية المتأخرة. تكشف الحفريات التي أجريت في الموقع عام 1958 عن فترة طويلة، بين القرنين الأول والخامس قبل الميلاد، لم يكن فيها أي نشاط استيطاني في الجزء الشمالي من عرب الملك من القرية.
عملت بالتوس لاحقًا كمعسكر عسكري لـ جايوس كاسيوس لونجينوس خلال الفترة التي كانت فيها جزءًا من مقاطعة سوريا. ورد ذكر المدينة في مذكرات الجغرافي اليوناني سترابو في الربع الأخير من القرن الأول قبل الميلاد كمدينة ساحلية تابعة للأراديين وذكرت لاحقًا كواحدة من مدن سوريا. عندما قسمت ولاية سوريا إلى سوريا بريما وفينيقيا في عام 194 م، حددت بالتوس الحدود بين الاثنين وتم تضمينها في سوريا بريما.
نظرًا لأن مركز النفوذ على طول الساحل بدأ بالتحول شمالًا خلال القرن الثاني، فمن المحتمل أن بالتوس شهدت فترة ركود بين القرنين الثالث والرابع. تحت إدارة سيفيران في روما، تم سك العملات المعدنية في المدينة. العملات البرونزية عثرت عليها بعثة دنماركية في أواخر الخمسينيات من القرن الماضي شملت تلك المسكوكة في عهد قسطنطيوس الثاني (336-361)، وأركاديوس (395-408)، وجستنيان الأول (527-565). بدأت تزدهر طوال أواخر الحكم الروماني وخلال العصر البيزنطي (القرنين الخامس والسادس الميلادي). كان بها مجتمع مسيحي، وربما كانت تحتوي على كنيسة بازيليكا، وكانت بمثابة أبرشية (مقر الأسقف) أثناء الحكم البيزنطي. في عام 528، شكلت بالتوس، مع غابلا ولاودكية، جزءًا من مقاطعة ثيودورياس، وعاصمتها لاودكية.

### العصر الإسلامي والصليبي
أثناء الفتح الإسلامي لسوريا، في ثلاثينيات القرن السادس، غزا القائد العربي عبادة بن الصامت بالتوس وبعد فترة وجيزة "سقطت المدينة في حالة خراب"، كما ذكر الجغرافي السوري في العصور الوسطى ياقوت الحموي الذي زار الموقع في 1229. وبعد ذلك نقل السكان إلى مناطق أخرى. استخدم الحاكم الأموي ( الخليفة) معاوية (661-680) مواد البناء من بالتوس لإعادة بناء قريبة جبلة.
توقف النشاط الاستيطاني منذ الفتح الإسلامي حتى الفترة ما بين القرنين التاسع والحادي عشر. وتقع آثار برج محصن يعود تاريخه إلى القرن الحادي عشر في منطقة بلدة الملك من القرية، مما يشير إلى وجود صليبي. ووفقاً لخبير التاريخ السوري وارويك بول، فقد قام الصليبيون ببناء حصن صغير في الموقع. تم الحصول على هذه القلعة من قبل فرسان الإسبتارية في ستينيات القرن الحادي عشر. وأشاروا إليها باسم بيلدا أو بودي. أصبح الحصن جزءًا من معقل الإسبتارية في مارغات، إلى جانب قلعتي بارين وكورفيس. في عام 1271، سيطر المماليك بقيادة السلطان بيبرس على بلدا والأراضي التابعة لها بعد وقت قصير من هزيمة الحامية الصليبية في قلعة الحصن.

### العصر الحديث
حصلت المنطقة الحديثة على اسمها "عرب الملك" نتيجة لاستيطان البدو ( العرب) فيها واحتمال أن تكون القرية جزءًا من ممتلكات الإمبراطورية (الملك) لمختلف السلاطين العثمانيين (السادس عشر - أوائل القرن العشرين) الذين كانو يسيطرو على مساحات شاسعة من الأراضي على طول الساحل السوري. تُترجم الأسماء تقريبًا على النحو التالي: عرب الملك هي "عرب الملكية" وبلدة الملك هي "بلدة الملكية"، وبلدة هي النسخة العربية من الكلمة اليونانية بالتوس. في أواخر القرن التاسع عشر، تميز الجزء من عرب الملك جنوب نهر السين بآثار بالتوس الشاسعة، في حين كان يقع إلى الشمال من النهر مباشرة خان كبير. لاحظ المسافرون أنقاض تحصينات صغيرة من العصور الوسطى في حي بلدة الملك.